# Peter Jorde
Peter Jorde (født 13. juli 1964) er en dansk skuespiller, sanger, scenekunstner og foredragsholder. Uddannet fra skuespillerskolen ved Aarhus Teater i 1987.

## Filmografi

### Film og tv
- Næste Sommer Måske (DR-tv-film, 1988) – Tommy
- Tarzan Mama Mia (Nordisk Film, 1989) - Reklamefotograf
- Sidste time (Regnar Grasten Film, 1995) – Micky Holm
- Jul på Kronborg (DR's julekalender, 2000) – Hamlet

### Tegnefilm
- Løvernes Konge – Simba
- Lady og Vagabonden – Vagabonden
- Lady og Vagabonden 2: Vaks på eventyr - Vagabonden
- Løvernes Konge 2: Simbas stolthed – Simba
- Løvernes Konge 3: Hakuna Matata – Simba
- Eventyret om Askepot – Askepots far
- Mads og Mikkel 2: - Cash
- Ultimate Spider-Man – The Thing
- Marvel's Avengers Assemble – Dr. Doom
- Hulk and the Agents of S.M.A.S.H. – TV Director, The Thing
- Balto 2: Det store vand - Niju

## Teater
- Krolock i Dance of the Vampires, Det Ny Teater, 2020
- Kaptajn Georg von Trapp i The Sound of Music, Musical Silkeborg, 2019
- Konferencieren i Cabaret, Musical Silkeborg, 2017
- Kong Triton i Disneys Den Lille Havfrue - The Musical, Operaen og Fredericia Teater, 2014.
- Javert i Les Misérables, Aarhus Teater, 2014
- Scrooge i Et Juleeventyr, Borreby Teater, 2012
- Ægtemand i Den gamle dame besøger byen, Det Kongelige Teater, 2010
- Phantom i Phantom of the Opera, Det Ny Teater, 2000-03 og 2009
- Billy Flynn i Chicago, Det Ny Teater, 2007-08
- Kongen i The King and I, Det Ny Teater, 2008
- Ridefogeden i Erasmus Montanus, Grønnegårdsteatret, 2007
- Beast i Beauty and The Beast, Det Ny Teater, 2007
- Hr. Kowatch i Folkemord, Aarhus Teater, 2006
- Konferencieren i Cabaret, Aarhus Teater, 2005
- Den nuværende juls ånd i Et Juleeventyr, Folketeatret 2005/2006
- Jes i Gregersen Sagaen, Aarhus Teater, 2005
- Bruno i Angst æder Sjæle, Aarhus Teater, 2004
- Baron Von Trap i musicalen The Sound of Music, Det Ny Teater, 2004
- Don Juan i Shakespeares Stor Ståhej for Ingenting, Grønnegårdsteatret, 2003
- Frank N’Furter i rockmusicalen The Rocky Horror Show, Nørrebros Teater, 2002-2003
- Gaylord Ravenal i musicalen Showboat, Nørrebros Teater, 2001
- Piratkongen i operetten Piraterne fra Penzance, Gladsaxe Teater, 2000
- Petruchio og Lucentio i musicalen Trold kan Tæmmes, Gladsaxe Teater, 1999
- Hamish i skuespillet Hurra for Kærligheden (Things we do for Love), Nørrebros Teater, 1999
- Tony i musicalen West Side Story, Det Ny Teater, 1998
- Bela Zangler i musicalen Crazy for You, Aarhus Teater og Det Ny Teater, 1997
- Jørgen Herming i musicalen Esther, Odense teater, 1997
- Danny i musicalen Grease, Nørrebros Teater og Odense Teater, 1994, 1996 og 1997
- Jack i skuespillet Fuldmånenætter, Bådteatret, 1995
- Prins Orlofsky i operetten Flagermusen, Det Ny Teater, 1994
- Jesus i musicalen Godspell, Bellevueteatret og turné, 1993
- Raul i Ken Hills farceudgave af Operafantomet, Odense Teater, 1992
- Oluf i skuespillet Margrethe I, Grønnegårdsteatret, 1991
- Ødipus i den græske tragedie Ødipus Rex, Statens Teaterskole, 1990
- Basalt i Genboerne, Det Ny Teater, 1990
- Loke i rockmusicalen Thors brudefærd, Aarhus og Bellevue Teater, samt turné, 1989
- Ralph Clarke i skuespillet De Forviste (Our Countrys Good), Det Ny Teater, 1989
- Spencer i Christopher Marlowes tragedie Edward II, Det Ny Teater, 1988

## Koncerter
Musicalkoncerter med bl.a. Tivolis Big Band,Radiounderholdningsorkestret og Odenses Symfoniorkester.